# Xã Ellsbury, Quận Barnes, Bắc Dakota
Xã Ellsbury (tiếng Anh: Ellsbury Township) là một xã thuộc quận Barnes, tiểu bang Bắc Dakota, Hoa Kỳ. Năm 2010, dân số của xã này là 28 người.